# بانغالي فوفانا
بانغالي فوفانا (بالفرنسية: Bangaly Fofana)‏ مواليد 3 يونيو 1989 في باريس، هو لاعب كرة سلة فرنسي. بدأ مسيرته الاحترافية في سنة 2007. يلعب مع نادي موناكو في الدوري الفرنسي لكرة السلة الدرجة الأولى كلاعب وسط. يحمل الرقم 21.

## المسيرة الاحترافية
لعب مع أسفيل باسكت في الدوري الفرنسي من سنة 2007 إلى 2012، ثم لعب مع إس تي بي لو هافر من سنة 2012 إلى 2014، ثم لعب مع ستراسبورغ أي جي في الدوري الفرنسي من سنة 2014 إلى 2016، ثم لعب مع نادي موناكو لكرة السلة في سنة 2016.

## روابط خارجية
- بانغالي فوفانا على موقع الدوري الأوروبي لكرة السلة (الإنجليزية)
- بانغالي فوفانا على موقع كرة السلة الأوروبية.كوم (الإنجليزية)
- بانغالي فوفانا على موقع ريلجم (الإنجليزية)
- بانغالي فوفانا على موقع بروبوليرز (الإنجليزية)
- بانغالي فوفانا على موقع سبورتس رفرنس (الإنجليزية)